# Gustavo Abrevaya
Gustavo Eduardo Abrevaya (Buenos Aires, 1952) es un escritor y psiquiatra argentino. Su primera novela, El criadero (2003), fue elegida por The New York Times como una de las diez mejores novelas de terror editadas en los Estados Unidos en el año 2023. Además, en 2003 obtuvo el premio Boris Spivacow por esa misma novela y publicó otras tres, Los infernautas (2013), El enviado (2016) y La bala que llevo adentro (2022).

## Biografía
Gustavo Eduardo Abrevaya nació en 1952 en la ciudad de Buenos Aires, Argentina. Entre 1987 y 1988, participó del taller literario del escritor Hugo Correa Luna. Su primera novela, El criadero, fue escrita en los años noventa y publicada en el 2003. Ese mismo año, obtuvo por ella el premio Boris Spivacow. El jurado del premio estuvo conformado por Liliana Heker, Pablo de Santis y Héctor Tizón.
Entre los años 2013 y 2022, el escritor publicó otras tres novelas: Los infernautas (2013), El enviado (2016) y La bala que llevo adentro (2022). En el 2023, El criadero fue elegida por el diario The New York Times como una de las diez mejores novelas de terror editadas en los Estados Unidos en ese año. El libro, traducido al inglés por Andrea G. Labinger para la editorial Schaffner Press, fue llamado «una porción de horror noir cósmico que merece un lugar junto a grandes como Thomas Ligotti, John Langan y Laird Barron».

## Obra

### Novela
- El criadero (2003)
- Los infernautas (2013)
- El enviado (2016)
- La bala que llevo adentro (2022)